# ヤングの畳み込み不等式
数学におけるヤングの畳み込み不等式（ヤングのたたみこみふとうしき、英: Young's convolution inequality）は、ウィリアム・ヘンリー・ヤングに名を因む、ふたつの函数の畳み込みに関する不等式である。

## 定理の主張
実解析において、ヤングの畳み込み不等式(Theorem 3.9.4)は以下のようなものである:
定理 (Young's convolution inequality)
f ∈ Lp(ℝd), g ∈ Lq(ℝd) で {\displaystyle {\frac {1}{p}}+{\frac {1}{q}}={\frac {1}{r}}+1\qquad (1\leq p,q,r\leq \infty )} が満たされるならば、不等式 {\displaystyle \|f*g\|_{r}\leq \|f\|_{p}\|g\|_{q}} が成り立つ。ここに、左辺の ∗ は畳み込みで、Lp はルベーグ p-乗可積分函数の空間および {\displaystyle \|f\|_{p}:={\Bigl (}\int _{\mathbb {R} ^{d}}|f(x)|^{p}{\mathit {dx}}{\Bigr )}^{1/p}} は Lp-ノルムである。
おなじことだが、以下のように述べることもできる:
p, q, r ≥ 1 が {\textstyle {\frac {1}{p}}+{\frac {1}{q}}+{\frac {1}{r}}=2} を満たすならば {\displaystyle \int _{\mathbb {R} ^{d}\times \mathbb {R} ^{d}}f(x)g(x-y)h(y){\mathit {dx}}\,{\mathit {dy}}\leq {\Bigl (}\int _{\mathbb {R} ^{d}}\vert f\vert ^{p}{\Bigr )}^{1/p}{\Bigl (}\int _{\mathbb {R} ^{d}}\vert g\vert ^{q}{\Bigr )}^{1/q}{\Bigl (}\int _{\mathbb {R} ^{d}}\vert h\vert ^{r}{\Bigr )}^{1/r}} が成り立つ。
一般化ヤングの畳み込み不等式は、ℝd を単模群 G に取り換えた自然な一般化ができる。G 上の両側ハール測度を μ とすれば μ に関する積分が定義できて、G 上の実または複素数値函数 f, g に対して {\displaystyle f*g(x):=\int _{G}f(y)g(y^{-1}x)\,{\mathit {d\mu }}(y)} および {\displaystyle \|f\|_{p}:={\Bigl (}\int _{G}|f(x)|^{p}\,{\mathit {d\mu }}(x){\Bigr )}^{1/p}} と定めれば、f ∈ Lp(G, μ), g ∈ Lq(G, μ) に対して、件の不等式 {\displaystyle \|f*g\|_{r}\leq \|f\|_{p}\|g\|_{q}} はそのままの形で成り立つ（もちろん、{\textstyle \int _{G\times G}f(x)g(x-y)h(y){\mathit {d\mu }}(x){\mathit {d\mu }}(y)\leq (\int _{G}\vert f\vert ^{p})^{1/p}(\int _{G}\vert g\vert ^{q})^{1/q}(\int _{G}\vert h\vert ^{r})^{1/r}} とも書ける）。
事実として、ℝd は局所コンパクトアーベル群、したがって単模であり、ルベーグ測度がそのハール測度を与えるから、事実これは先の不等式を一般化するものである。

## より厳密な評価
p, q > 1 の場合、ヤングの不等式はより強く、適当な定数 cp,q < 1 を含む {\displaystyle \|f*g\|_{r}\leq c_{p,q}\|f\|_{p}\|g\|_{q}} の形のより厳密な評価にすることができる。この最適化定数が達成されるとき、函数 f, g は高次元ガウス函数 である。

## 証明
最適化定数 1 のヤングの不等式には、初等的な証明がある。
位相群の不変積分版の証明を以下に示す:

## 応用
ヤングの不等式の応用の一つの例が、L2-ノルムを用いて 熱半群が縮小半群である（つまり、ヴァイヤシュトラス変換が L2-ノルムを大きくしない）ことを示すことである。